# تهیه‌کنندگان موسیقی اسپانیا
تهیه‌کنندگان موسیقی اسپانیا (به اسپانیایی: Productores de Música de España) که با نام پروموزیکائه (انگلیسی: Promusicae) هم شناخته می‌شود، جدول ملی رتبه‌بندی موسیقی در اسپانیا است. این انجمن تابع فدراسیون بین‌المللی صنعت فونوگرافی است. پروموزیکائه در مادرید، اسپانیا در کاله ماریا د مولینا، شمارهٔ ۳۹ مستقر است.

## جدول‌ها
این جدول‌های موسیقی یک بار در هر هفته و در روز یکشنبه محاسبه می‌شوند. این جدول مبتنی بر فروش خرد آثار در درون اسپانیا از هفتهٔ آغازشده از شنبهٔ گذشته تا جمعهٔ پیش از محاسبه هستند. جدول‌های جدید معمولاً در یکشنبه شب به‌وقت اسپانیا در وبگاه پروموزیکائه بارگذاری می‌شوند. تا ژانویهٔ ۲۰۱۵، جدول ۱۰۰ ترانهٔ برتر بر پخش جاری و میزان دانلود و فروش فیزیکی مبتنی بوده‌اند.
پروموزیکائه جدول‌های زیر را ارائه می‌کند:
- ۱۰۰ ترانهٔ برتر
- جدول ۱۰۰ آلبوم برتر
- جدول ۲۰ آلبوم گردآوری‌شدهٔ برتر
- جدول ۲۰ دی‌وی‌دی برتر
- جدول ایرپلی
- جدول ۲۰ برنامهٔ تلویزیونی و رادیویی برتر (سالانه)

## گواهینامه‌ها
گواهینامه‌ها از اواسط دههٔ ۱۹۷۰ در اسپانیا وجود داشته‌اند. در طول این دوره، هم تک‌آهنگ‌ها و هم آلبوم‌ها باید دست کم به فروش ۱۰۰٬۰۰۰ نسخه دست می‌یافتند تا بتوانند دیسک طلا، تنها گواهینامهٔ اعطا شده در آن زمان را کسب کنند.
پروموزیکائه هم‌اکنون مسئول اعطای گواهینامه به آثار ضبط‌شده در اسپانیا است. این انجمن بر اساس آمار توزیع آلبوم‌ها، و آمار فروش دانلودهای دیجیتال، گواهینامه‌های طلا و پلاتینیم را به آثار ضبط‌شده اعطا می‌کند.

### آلبوم‌ها
تا ۱ نوامبر ۲۰۰۵، سطوح گواهینامه‌ها برای آلبوم‌های موسیقی در اسپانیا برابر با ۵۰٬۰۰۰ نسخه برای طلا، و ۱۰۰٬۰۰۰ نسخه برای پلاتینیم بود. این سطوح در نوامبر ۲۰۱۱ به ۲۰٬۰۰۰ نسخه برای طلا و ۴۰٬۰۰۰ نسخه برای پلاتینیم تغییر یافت و تاکنون تا تاریخ ژوئن ۲۰۲۲ نیز در همین سطح باقی مانده‌است.
جدول زیر حاوی سطوح اعطای گواهی‌نامه، در زمان ادارهٔ برنامهٔ اعطای گواهینامه‌های طلا و پلاتینیم از سوی پروموزیکائه است.
| گواهینامه | پیش از ۱ نوامبر ۲۰۰۵ | پیش از ۶ سپتامبر ۲۰۰۹ | پیش از ۱ نوامبر ۲۰۱۱ | از ۱ نوامبر ۲۰۱۱ |
| --------- | -------------------- | --------------------- | -------------------- | ---------------- |
| طلا       | ۵۰٬۰۰۰               | ۴۰٬۰۰۰                | ۳۰٬۰۰۰               | ۲۰٬۰۰۰           |
| پلاتینیم  | ۱۰۰٬۰۰۰              | ۸۰٬۰۰۰                | ۶۰٬۰۰۰               | ۴۰٬۰۰۰           |

### تک‌آهنگ‌ها
در ژانویهٔ ۲۰۰۸، با توجه به کافش فروش تک‌آهنگ‌ها به‌صورت فیزیکی پروموزیکائه دو جدول ۲۰ آهنگ برتر را به جدول‌های تک‌آهنگ‌های فیزیکی اضافه کرد؛ یکی برای «دانلودهای دیجیتال» و دیگری برای «زنگ‌های اصلی» (مشابه رینگ‌تون). این تغییر در فرایند اعطای گواهینامه نیز بازتاب داشت و امکان کسب دو نوع جایزهٔ گواهی مختلف را برای هر عنوان تک‌آهنگ فراهم می‌کرد. دو قالب گواهی‌نامه در ژانویهٔ ۲۰۰۹ با یکدیگر ترکیب شدند که مجدداً نشانگر تبدیل جدول‌ها به یک جدول تک‌آهنگ بودند. در همان زمان، جدول تک‌آهنگ‌های فیزیکی و گواهینامه‌های آن منحل شدند و سطوح گواهینامه‌ها به ۲۰٬۰۰۰ نسخه برای طلا، و ۴۰٬۰۰۰ نسخه برای پلاتینیم (نسبت به ۱۰٬۰۰۰/۲۰٬۰۰۰ نسخهٔ پیشین) افزایش یافتند.
تک‌آهنگ‌های دیجیتال
| گواهینامه | پیش از ۱ نوامبر ۲۰۰۵ | پیش از ۱ آوریل ۲۰۰۷ | از ۱ آوریل ۲۰۰۷ | از ۱ ژانویهٔ ۲۰۰۹ |
| --------- | -------------------- | ------------------- | --------------- | ---------------- |
| طلا       | ۲۵٬۰۰۰               | ۱۰٬۰۰۰              | ۱۰٬۰۰۰          | منحل‌شده          |
| پلاتینیم  | ۵۰٬۰۰۰               | ۲۰٬۰۰۰              | ۲۵٬۰۰۰          | منحل‌شده          |

دانلودهای دیجیتال و رینگ‌تون‌ها
| گواهینامه | از ۲۰۰۸ | از ۲۰۰۹ | از ۲۰۲۲ |
| --------- | ------- | ------- | ------- |
| طلا       | ۱۰٬۰۰۰  | ۲۰٬۰۰۰  | ۳۰٬۰۰۰  |
| پلاتینیم  | ۲۰٬۰۰۰  | ۴۰٬۰۰۰  | ۶۰٬۰۰۰  |

پخش جاری
گواهینامه‌های پخش جاری از سال ۲۰۱۳ راه‌اندازی شدند و سطح آن‌ها برابر با ۴٬۰۰۰٬۰۰۰ پخش برای طلا، و ۸٬۰۰۰٬۰۰۰ پخش برای پلاتینیم بود. این گواهینامه‌ها تا ژانویهٔ ۲۰۱۵ و تا پیش از ادغام با گواهینامهٔ دانلود دیجیتال، به آثار اعطا می‌شدند و سطح معیار آن‌ها در زمان ادغام به ۵۰٬۰۰۰٬۰۰۰ پخش برای طلا و ۱۰٬۰۰۰٬۰۰۰ پخش برای پلاتینیم افزایش یافت. از سال ۲۰۱۸، سطوح معادل پخش جاری دیگر در فهرست درج نمی‌شوند.
| گواهینامه | از نوامبر ۲۰۱۳ تا ۲۰۱۴ |
| --------- | ---------------------- |
| طلا       | ۴٬۰۰۰٬۰۰۰              |
| پلاتینیم  | ۸٬۰۰۰٬۰۰۰              |

### دی‌وی‌دی موسیقی
توجه شود که آنچه در جدول زیر آمده، سطوح گواهینامه‌ها در زمانی است که برنامهٔ اعطای گواهینامه‌های طلا و پلاتینیم تحت نظر پروموزیکائه اعطا می‌شود.
| گواهینامه | سطح    |
| --------- | ------ |
| طلا       | ۱۰٬۰۰۰ |
| پلاتینیم  | ۲۵٬۰۰۰ |